# جزر باندا

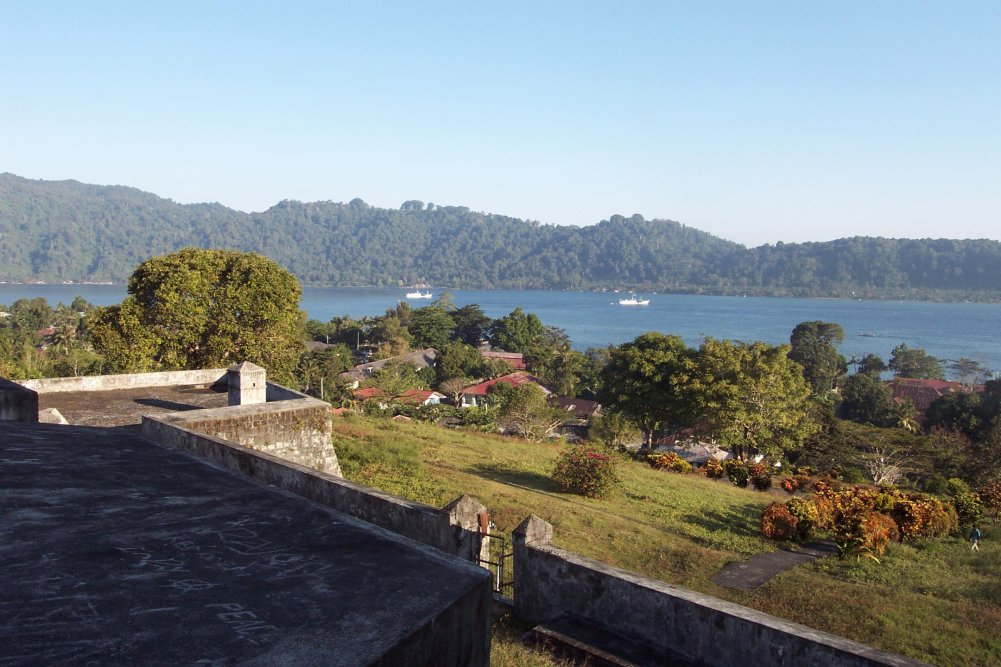
منظر لجزيرة باندا الكبرى من حصن بلجيكا

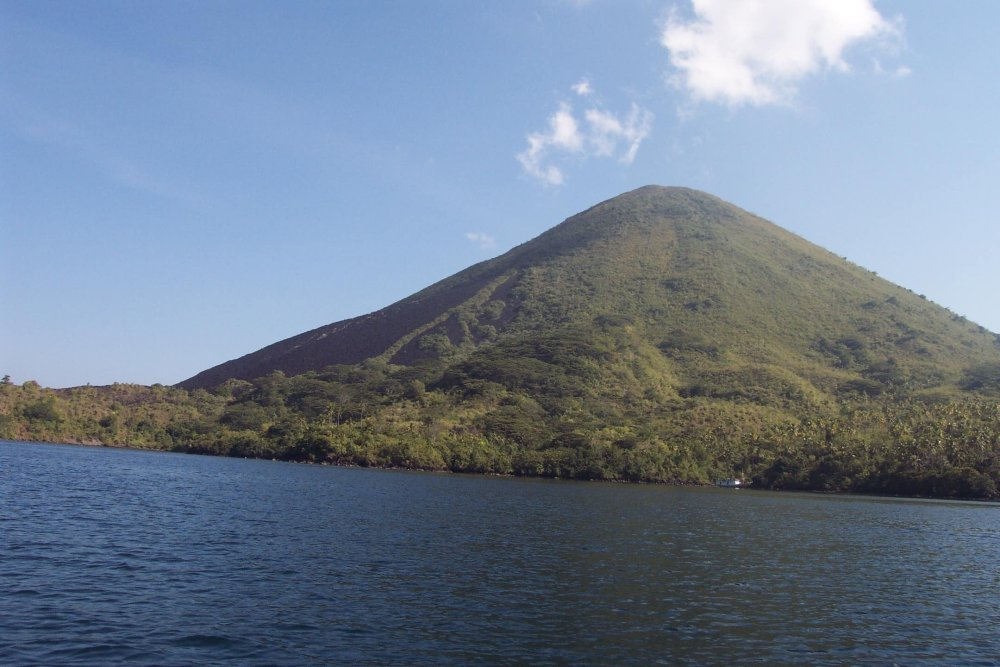
قمة جبل باندا وهو جبل بركاني

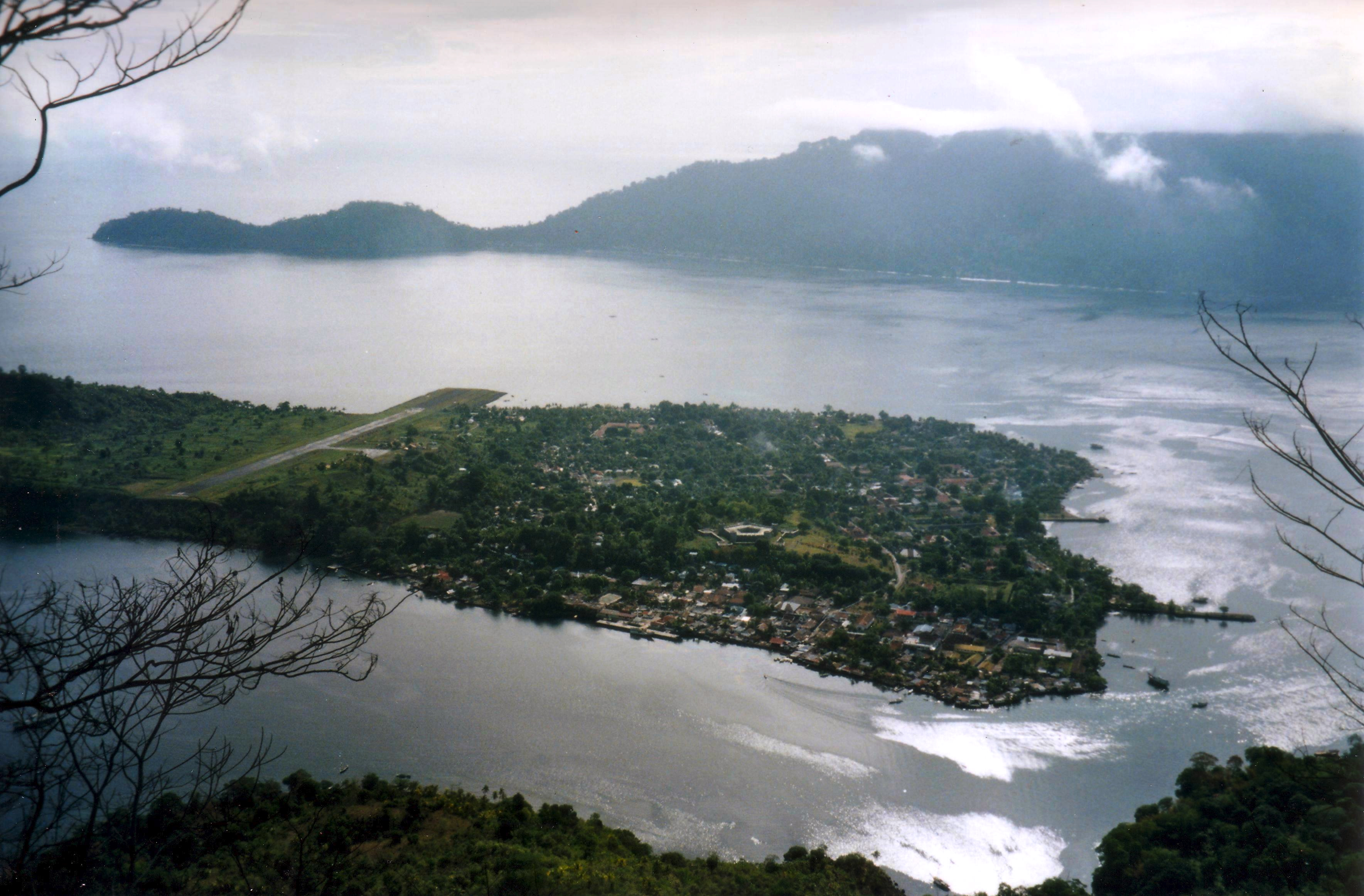
بلدة باندا نيرا (وسط الصورة) وفي الخلف تظهر بلدة لونتار في جزيرة باندا الكبرى

جزر باندا هي مجموعة مكونة من عشر جزر بركانية صغيرة في بحر باندا على بعد نحو 140 كيلومترا (87 ميل) إلى الجنوب من جزيرة سيرام وحوالي 2000 كم (1.243 ميل) شرق جاوة، وهي جزء من مقاطعة مالوكو في إندونيسيا.
باندا نيرا هي أكبر المدن في مجموعة الجزر، وتقع في الجزيرة التي تحمل الاسم نفسه.
ترتفع هذه الجزر وسط محيط عميق يصل عمقه 4-6 كم، وتبلغ المساحة الإجمالية للجزر حوالي 180كم². عدد سكانها حوالي 15000 نسمة.
حتى منتصف القرن 19 وكانت جزر باندا الأشخاص الموارد المصدر الوحيد في العالم لجوزة الطيب وبعض أنواع التوابل التي تنتج من شجرة جوزة الطيب. الجزر هي أيضا وجهة شعبية لرياضة الغطس والغوص.

## أسماء جزر المجموعة
- جزيرة باندا نيرا
- جزيرة باندا الكبرى
- جزيرة قمة جبل باندا
- جزيرة هاتا
- جزيرة رون
- جزيرة الموز
- جزيرة نيلاكا